# اشلی ریچاردز
اشلی ریچاردز (انگلیسی: Ashley Rickards؛ زادهٔ ۴ مهٔ ۱۹۹۲) یک بازیگر سینما، و هنرپیشه اهل ایالات متحده آمریکا است. وی از سال ۲۰۰۵ میلادی تاکنون مشغول فعالیت بوده‌است.